# Stanislav Svozil
Stanislav Svozil (Přerov, República Checa, 17 de enero de 2003) es un jugador profesional checo de hockey sobre hielo que se desempeña en la posición de defensor izquierdo en Columbus Blue Jackets, equipo de la National Hockey League (NHL).

## Carrera
Fue seleccionado en la tercera ronda en la NHL Entry Draft de 2021. En 2022 hizo su debut profesional con el equipo Columbus Blue Jackets, donde lleva jugando una temporada.